# Euplexia incolorata
Euplexia incolorata är en fjärilsart som beskrevs av W. Warren 1913. Euplexia incolorata ingår i släktet Euplexia och familjen nattflyn. Inga underarter finns listade i Catalogue of Life.